# Edifício Franjinhas

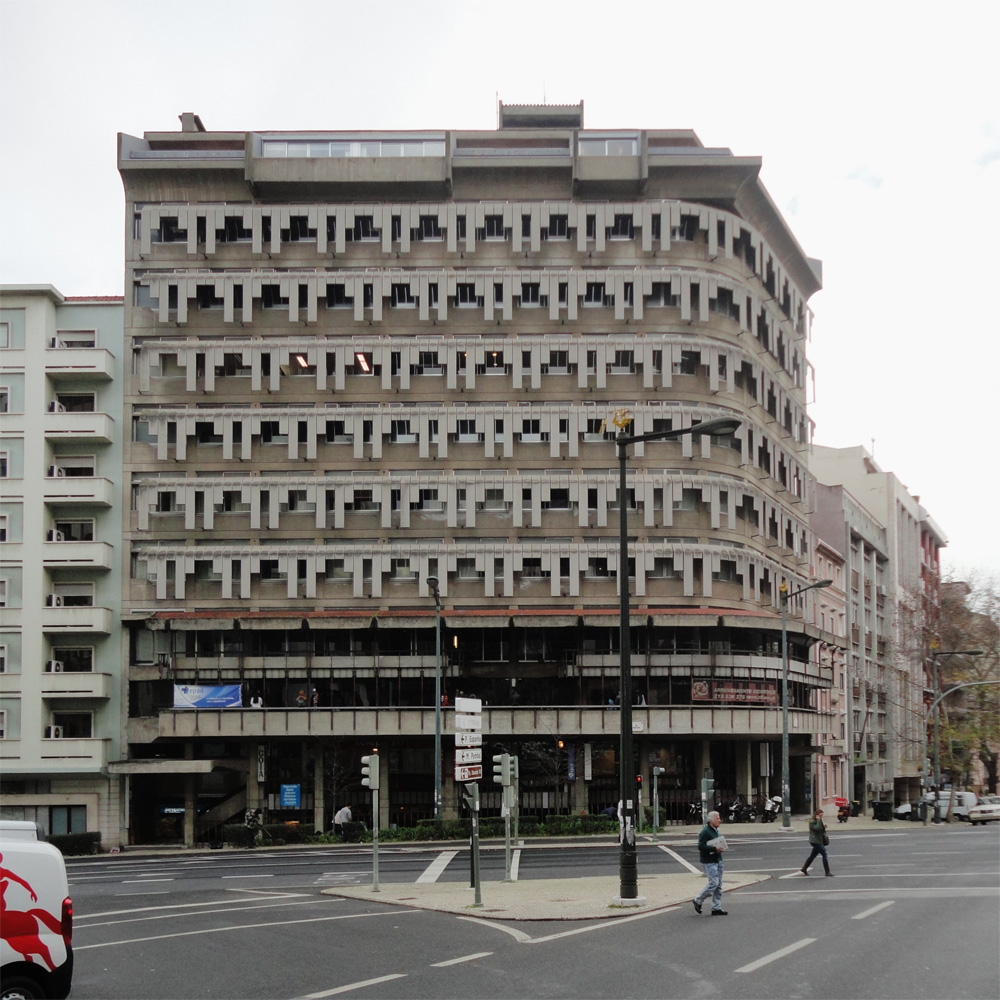
Das Edifício Franjinhas

Das Edifício Franjinhas ist ein Bürogebäude im Zentrum der portugiesischen Hauptstadt Lissabon. Es wurde zwischen 1965 und 1969 in städtebaulich akzentuierter Ecklage an der Rua Braancamp nach Plänen der Architekten Nuno Teotónio Pereira und João Braula Reis errichtet. Seinen Namen erhielt es von den an der Fassade herunterhängenden, fransenähnlichen Elementen, die als Sonnenschutz angebracht wurden.
Mit der Vielgliedrigkeit der Fassade verließen die Architekten die Linien der Rationalität der Moderne und näherten sich wieder Ideen der Fassadengestaltung an, wie sie in Lissabon an den Prachtbauten der Wende vom 19. zum 20. Jahrhundert zu finden sind.
Der Maler Eduardo Nery schuf ein Relief, die Pflastergestaltung und Wandmalereien.
1971 wurde das Gebäude mit dem Prémio Valmor ausgezeichnet.